# Michael Kogler
Michael Kogler (* um 1763 in Wien; † 29. März 1844 ebenda) war ein österreichischer Stempelschneider und Graveur.
Michael Kogler  studierte an der Akademie der bildenden Künste in Wien und wurde 1779 für sein Medaillon „Venus und Adonis“ preisgekrönt. Eine Berufung an die Pariser Münze durch Napoleon lehnte er ab. Seine Bildnisse auf Dosendeckeln wurden besonders geschätzt.